# Ромменс, Филипп
Филипп Ромменс (нидерл. Philippe Rommens; род. 20 августа 1997, Бельгия) — бельгийский футболист, полузащитник венгерского клуба «Ференцварош».

## Клубная карьера
Ромменс — воспитанник клубов «Ранст», «Льерс» и нидерландского ПСВ. 19 сентября 2014 года в матче против роттердамской «Спарты» он дебютировал в Эрстедивизи за дублирующий состав последних. Летом 2018 года Ромменс перешёл в ТОП Осс. 17 августа в матче против МВВ Маастрихт он дебютировал за новую команду. 29 марта 2019 года в поединке против дублёров АЗ Филипп забил свой первый гол за ТОП Осс. 
Летом 2021 года в Ромменс перешёл в «Гоу Эхед Иглз». 13 августа в матче против «Херенвена» он дебютировал в Эредивизи. 27 февраля 2022 года в поединке против амстердамского «Аякса» Филипп забил свой первый гол за «Гоу Эхед Иглз». 
11 июля 2024 года перешёл в венгерский «Ференцварош». 23 июля дебютировал за клуб в матче Лиги чемпионов УЕФА против валлийского «Нью-Сейнтса». 30 июля забил дебютный гол в ответном матче с «Нью-Сейнтс». 3 августа дебютировал в чемпионате Венгрии в матче против «Кечкемета».

## Достижения
«Ференцварош»
- Чемпион Венгрии: 2024/25[англ.]